# 大源镇 (缙云县)
大源镇，是中华人民共和国浙江省丽水市缙云县下辖的一个乡镇级行政单位。

## 行政区划
大源镇下辖以下地区：
岭头村、夏弄村、寮车头村、庙下村、稠门村、永安村、龙坑村、吾丰村、联谊村、大源村、小章村、高畈村、岭后村和越陈村。